# Fiditalia
Fiditalia è una società finanziaria italiana di proprietà del gruppo Sociètè Gènèrale, è attiva nel credito al consumo, settore in cui opera da oltre trentacinque anni. L'azienda è uno dei principali operatori italiani nel proprio settore, ed è presente su tutto il territorio italiano con una rete commerciale costituita da 11 aree territoriali e oltre 130 agenzie.
Ha sede a Milano, è iscritta nell'elenco speciale ex art. 107 T.U.B. al n. 19365, ed è sottoposta alla vigilanza di Banca d'Italia.
La società, inizialmente specializzata nella vendita di finanziamenti e servizi al settore auto, nel corso degli anni ha ampliato l'attività proponendo la propria gamma di soluzioni di credito in tutti i settori merceologici del credito a consumo.

## Storia
Fondata nel 1981 dal gruppo Barclays, Fiditalia nasce come società dedicata alle attività di credito al consumo, specializzata nel settore auto. Nel 1987 viene acquistata da Sociétè Générale e nasce Sogen Fiditalia.
Nel 1997 l'azienda cambia denominazione sociale in Credit Fiditalia S.p. A e nel 1999 è pariteticamente partecipata da SocGen e Gruppo Unicredito Italiano, assumendo la denominazione sociale: Fiditalia S.p. A
Nel 2001 Société Générale diventa l'unico azionista di Fiditalia.

## Azionariato
L'azienda è controllata al 100% da Société Générale, uno dei più importanti gruppi bancari francesi.

## Attività
Fiditalia offre soluzioni finanziarie personalizzate e concede credito attraverso:
- finanziamenti finalizzati all'acquisto di beni e servizi, erogati presso i punti vendita convenzionati
- leasing finanziario concesso a società e liberi professionisti
- carte di credito, prestiti personali
- cessione del quinto dello stipendio o della pensione

I principali canali di distribuzione sono:
- punti vendita convenzionati
- network commerciale formato da Aree Territoriali e Agenzie.

## Associazioni
Fiditalia è iscritta ad Assofin, associazione italiana di categoria per gli operatori del credito al consumo, e Assilea - Associazione italiana leasing.